# Síndrome miasténico de Lambert-Eaton
El síndrome miasténico de Lambert-Eaton (en inglés: Lambert–Eaton myasthenic syndrome, LEMS) es un trastorno con síntomas muy similares a los de la miastenia grave, en el cual se presenta una debilidad muscular relacionada con el bloqueo de la comunicación entre los nervios y los músculos.
Alrededor del 60% de las personas con LEMS tienen una neoplasia maligna subyacente , más comúnmente cáncer de pulmón de células pequeñas ; por lo tanto, se considera un síndrome paraneoplásico (una afección que surge como resultado de un cáncer en otras partes del cuerpo). Es el resultado de anticuerpos contra los canales de calcio presinápticos dependientes de voltaje , y probablemente otras proteínas terminales nerviosas, en la unión neuromuscular (la conexión entre los nervios y el músculo que irrigan). El diagnóstico generalmente se confirma con electromiografía y análisis de sangre.; estos también lo distinguen de la miastenia gravis , una enfermedad neuromuscular autoinmune relacionada.

## Etiología y epidemiología
Se debe a una respuesta autoinmune contra canales de calcio presinápticos. Es poco frecuente. Más frecuente en hombres que en mujeres (proporción 5:2). En el 70% de los hombres (40% de mujeres) se asocia a neoplasia, como síndrome paraneoplásico, especialmente carcinoma de células pequeñas. Menos frecuentemente, puede observarse en cáncer de mama, cáncer de próstata, cáncer de estómago, cáncer de recto, linfomas. En casi un tercio de los casos no se encuentra tumor asociado, especialmente en casos infantiles.

## Manifestaciones clínicas
Síndrome caracterizado por paresia (debilidad) acusada de los músculos proximales (cinturas escapular y pelviana), del tronco y de las extremidades inferiores; matutina, que mejora con el correr del día.
Puede presentar hiporreflexia (reflejos ostotendinosos apagados) que característicamente mejora con el uso, lo que sirve para el diagnóstico diferencial con la miastenia gravis, pues en ésta ocurre justo lo contrario. Es rara la arreflexia (abolición completa de los reflejos), hallazgo que obliga a plantear la posibilidad de una polineuropatía u otras lesiones en el propio nervio y no de la unión neuromuscular.
El síndrome puede acompañarse de parestesias, dolor periarticular y disfunción vegetativa (sequedad de boca, estreñimiento, dificultad miccional, impotencia). Estos síntomas son raros en la miastenia gravis.

## Diagnóstico
Muestra marcada sensibilidad al curare y una respuesta a la neostigmina poco llamativa.
La electromiografía es útil para confirmar el diagnóstico:
- Estimulación repetitiva: a frecuencias elevadas de estimulación (50 estímulos por segundo), puede ponerse de manifiesto respuestas de incremento patológicas (>150% de incremento de la amplitud). Una contracción voluntaria del músculo durante 10-15 segundos, provoca una llamativa potenciación postetánica.
- Electromiografía de fibra simple: Muestra un incremento del jitter

## Tratamiento
El síndrome se alivia con poliquimioterapia. Si el tratamiento no es satisfactorio, puede ser beneficioso administrar diaminopiridina, 10-25 mg por vía oral, 4 veces al día. Los síntomas empeoran con la utilización de antagonistas del calcio por lo que estos fármacos están contraindicados en este síndrome.